# Temple maçonnique de Taunton
 (juillet 2025).
Le temple maçonnique de Taunton (Masonic Hall, Taunton) dans le comté de Somerset en Angleterre du Sud-Ouest est bâtiment classé monument de grade II*, construit au début du XIXe siècle. Le bâtiment est tout d'abord construit comme la première chapelle catholique romaine ouverte au culte à Taunton depuis la Réforme protestante avant de devenir un temple maçonnique en 1897. Elle porte le nom de chapelle Saint-Georges. Le bâtiment comporte une série de colonnes ioniques proéminentes à l'avant et au sud.

## Historique

### Chapelle catholique
Avant la Réforme, Taunton possède trois églises catholiques, l'église de Saint Peter et Saint Paul, qui fait partie du prieuré de Taunton, elle est détruite pendant la dissolution et les églises de Sainte-Marie-Madeleine et de Saint-Jacques, qui deviennent toutes deux anglicanes. L'église catholique romaine n'est quasiment plus existantes à Taunton. Dans un ouvrage du XIXe siècle une mention précise qu'« il n'y avait pas de papistes à Taunton ». En 1787, un missionnaire est envoyé à Taunton. Quatre ans plus tard, les cultes catholiques sont légalisées et le recteur enregistre une chapelle dans une maison de la rue Canon. À sa mort en 1818, un nouveau recteur est nommé, le révérend Samuel Fisher. Ce nouveau recteur commence rapidement à lever des fonds pour édifier une église permanente. Elle est ouverte le 3 juillet 1822. Le bâtiment est situé sur The Crescent, il est dédié à Saint Georges. L'église est utilisée par une centaine de pratiquants catholiques. Cette nouvelle église, connue sous le nom de St George's Chapel est la première église catholique publique de Taunton depuis la Réforme

### Temple maçonnique
Le bâtiment de la chapelle est ensuite loué pour diverses utilisations, et connu sous le nom de St George's Hall,. En 1878, le bâtiment est achetée par les membres de la loge maçonnique Unanimity & Sincerity et devient un temple maçonnique, il est consacré par Henry Herbert, 4e comte de Carnarvon, grand maître provincial des francs maçons de Somerset en janvier. La loge de l'Unanimité et de la Sincérité se réunissait initialement à Ilminster après sa constitution en 1788, elle déménage à Taunton en 1797, se réunissant tout d'abord au London Inn. Les propriétaires du bâtiment, bien que francs-maçons, qui ont acheté la chapelle, ont tout d'abord loué le bâtiment pour d'autres utilisations.
Après avoir acheté le bâtiment, la Masonic Hall Company a mandaté un constructeur, William Templemen pour effectuer un certain nombre de changements structurels. Le hall d’entrée est divisé en trois pièces, d'une part pour une « chambre de réflexion » et de l'autre pour une petite salle d'attente. Au-delà de la grande salle principale, qui est à l'origine la sacristie d'autres travaux sont faits pour permettre l'accueil du public. L'escalier menant à la cuisine est déplacé et celle-ci est rééquipée.
Au milieu des années 1880, le même constructeur agrandit la salle. Un bâtiment de deux étages, dont le rez-de-chaussée servait d'entrepôt sert d'extension et remplace un bâtiment jugé impropre à la réparation. L'extension est achevée pour un coût de 337 livres et 10 shillings, légèrement plus que l'estimation initiale,. D'autres rénovations ont été effectuées à cette époque pour un coût d'un peu plus de 180 livres sterling.
Le temple continue d'être louée pour diverses activités sociales et abrite actuellement neuf loges maçonniques, les loges : Unanimité et Sincérité, la St George Lodge, la Taunton Deane Lodge, la Queens College Lodge, l'Old Lodge Aluredian, la Taunton School Lodge, la Richard Huish lodge, la Vivary Lodge et la loge des Services d'urgence.

## Architecture
La temple se trouve à l'extrémité sud d'une place. Il a un front de stuc, avec deux paires de colonnes ioniques, les plus grandes encadrent le bâtiment et semblent soutenir une corniche surplombante avec une finition décorative de dentelle. Les colonnes les plus petits encadrent une grande porte et sont surmontées d'un fronton. Les doubles portes en bois ont six panneaux et sont précédées de six marches qui ont presque la même largeur que le bâtiment. Sur le côté sud du bâtiment, plusieurs colonnes ioniques s'élèvent à la hauteur du bâtiment, répartis entre quatre grandes fenêtres,.
Le bâtiment est classé par les monuments historique comme un bâtiment de Grade II *, et est considérée comme formant un groupe avec les numéros 1-11 et 15-20 de The Crescent, qui sont tous deux classés de la même catégorie